# Samyj poslednij den'
Samyj poslednij den' (Самый последний день) è un film del 1972 diretto da Michail Aleksandrovič Ul'janov.

## Trama
L'ex soldato di prima linea, il tenente autorizzato dal distretto Semёn Mitrofanovič Kovalev, in partenza la mattina per il dipartimento, era molto triste perché non avrebbe più dovuto andare a lavorare domani. L'ultima volta che ha girato per il sito. E all'improvviso Kovalev nota un ragazzo sospetto.